# ديفيد وينتيرز (ممثل)
ديفيد وينتيرز (بالإنجليزية: David Winters)‏ هو منتج أفلام وكاتب سيناريو وكاتب ومخرج وممثل أمريكي، ولد في 5 أبريل 1939 في لندن في المملكة المتحدة، وتوفي في 23 أبريل 2019 في فلوريدا في الولايات المتحدة.

## وصلات خارجية
- ديفيد وينتيرز على موقع IMDb (الإنجليزية)
- ديفيد وينتيرز على موقع ألو سيني (الفرنسية)
- ديفيد وينتيرز على موقع ميوزك برينز (الإنجليزية)
- ديفيد وينتيرز على موقع أول موفي (الإنجليزية)
- ديفيد وينتيرز على موقع قاعدة بيانات برودواي على الإنترنت (الإنجليزية)
- ديفيد وينتيرز على موقع قاعدة بيانات الأفلام السويدية (السويدية)
- ديفيد وينتيرز على موقع ديسكوغز (الإنجليزية)
- ديفيد وينتيرز على موقع قاعدة بيانات الفيلم (الإنجليزية)
- ديفيد وينتيرز على موقع كينوبويسك (الروسية)